# William Aglionby
William Aglionby (zm. 1705)- brytyjski dyplomata, pełnił w latach 1702–1705 funkcję nadzwyczajnego wysłannika (envoy extraordinary) Królestwa Anglii do kantonów szwajcarskich. 
Aglionby był utalentowanym angielskim pisarzem i znawcą sztuki. Pisywał też do pisma naukowego Philosophical Transactions.